# تخمر كحولي

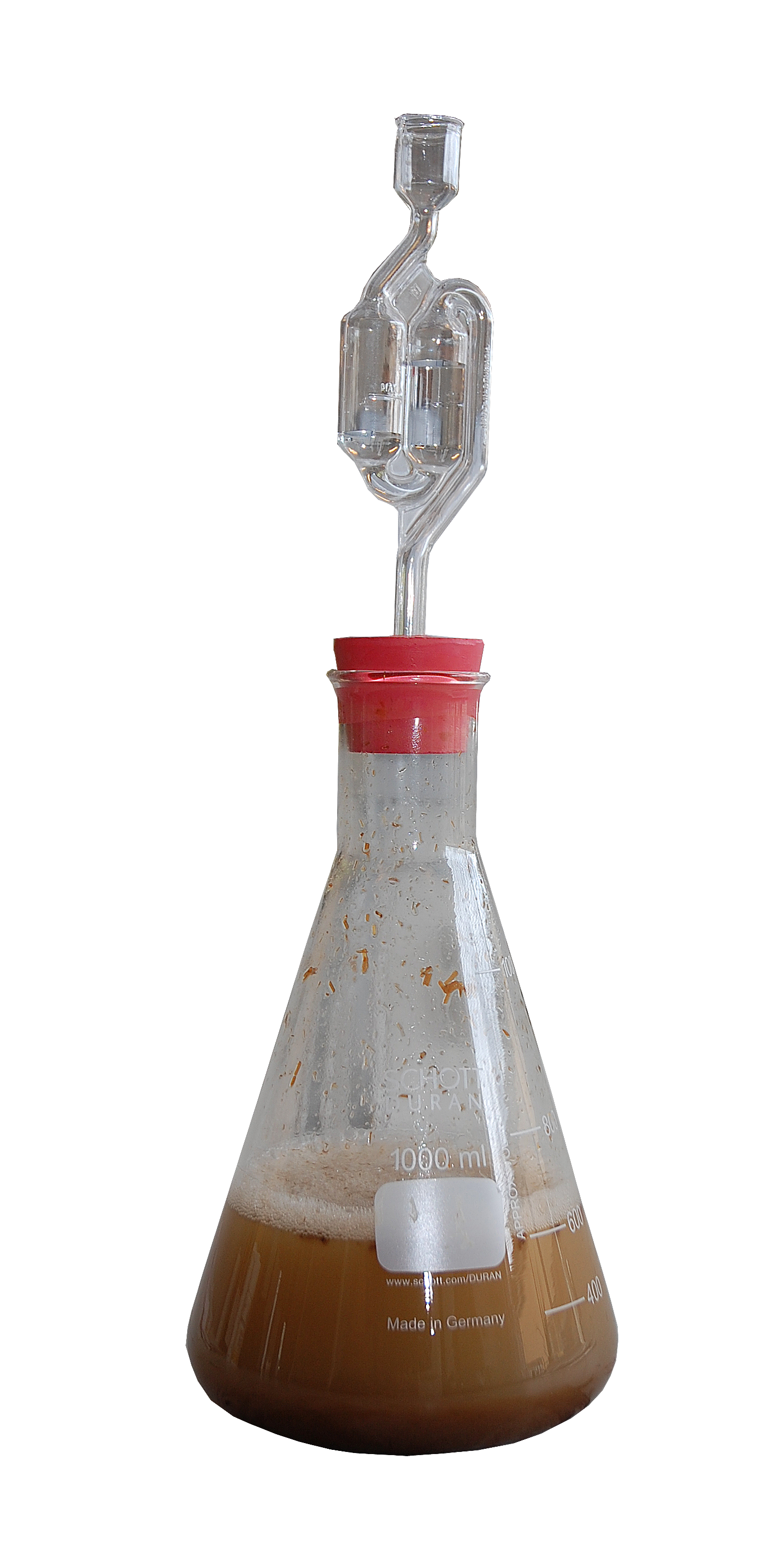

التخمر الكحولي هو عملية بيولوجية تقوم بتحويل السكريات مثل الجلوكوز والفركتوز والسكروز إلى طاقة خلوية، وتنتج الإيثانول وثاني أكسيد الكربون كآثار جانبية. ولأن الخمائر تقوم بهذا التحويل في ظل غياب الأكسجين، فإن التخمر الكحولي يُعتبر عملية لا هوائية. كما أنه يحدث في بعض أنواع الأسماك (بما في ذلك الأسماك الذهبية والكارب) مع تخمير حمض اللاكتيك.
التخمر الكحولي له العديد من الاستخدامات، منها إنتاج المشروبات الكحولية، وإنتاج وقود الإيثانول، وطهي الخبز.